# Impero russo dopo il 1870

Arma imperiale russa

L'Impero russo nel 1866. Dopo il 1866, l'Alaska venne venduta e la parte meridionale dell'isola di Sachalin venne ceduta al Giappone, ma vennero acquistati Batum, Kars, Pamir, e il Turkmenistan.

L'Impero russo dopo il 1870 mostrava evidenti i segni della profonda crisi che lo avrebbe portato alla dissoluzione, in un quadro geopolitico europeo profondamente cambiato dove anche gli imperi centroeuropei avevano mutato fisionomia.
La crisi, non solo sociale ma anche economica e politica, era aggravata, per altro, dai problemi che terrorismo, populismo, diffidenze politiche e, non ultimo, il tentativo di espansione in Asia avevano prodotto.
La Russia, dal fallimento del riformismo di Alessandro II ai primi anni di Nicola II, subì le incertezze di una politica tentennante e contraddittoria.
Il Regno di Alessandro II, apertosi nel 1855 sotto l'insegna delle riforme, terminò nel 1881 con una bomba lanciata dai terroristi. 
Il modo in cui morì lo Zar, 13 marzo 1881, sta a indicare chiaramente la gravità dei problemi politici e sociali dell'Impero. 

## Populisti
Dopo il 1865 il regime assunse un carattere sempre più dispotico. I giovani radicali cercavano di reagire al senso della propria impotenza sviluppando il movimento della andata del popolo, il populismo.
Migliaia di giovani si recavano nelle campagne per fare la vita dei contadini e diventarne la guida culturale e politica: fu un completo insuccesso. Tutto ciò allarmò profondamente il Governo che mise in atto una forte repressione.

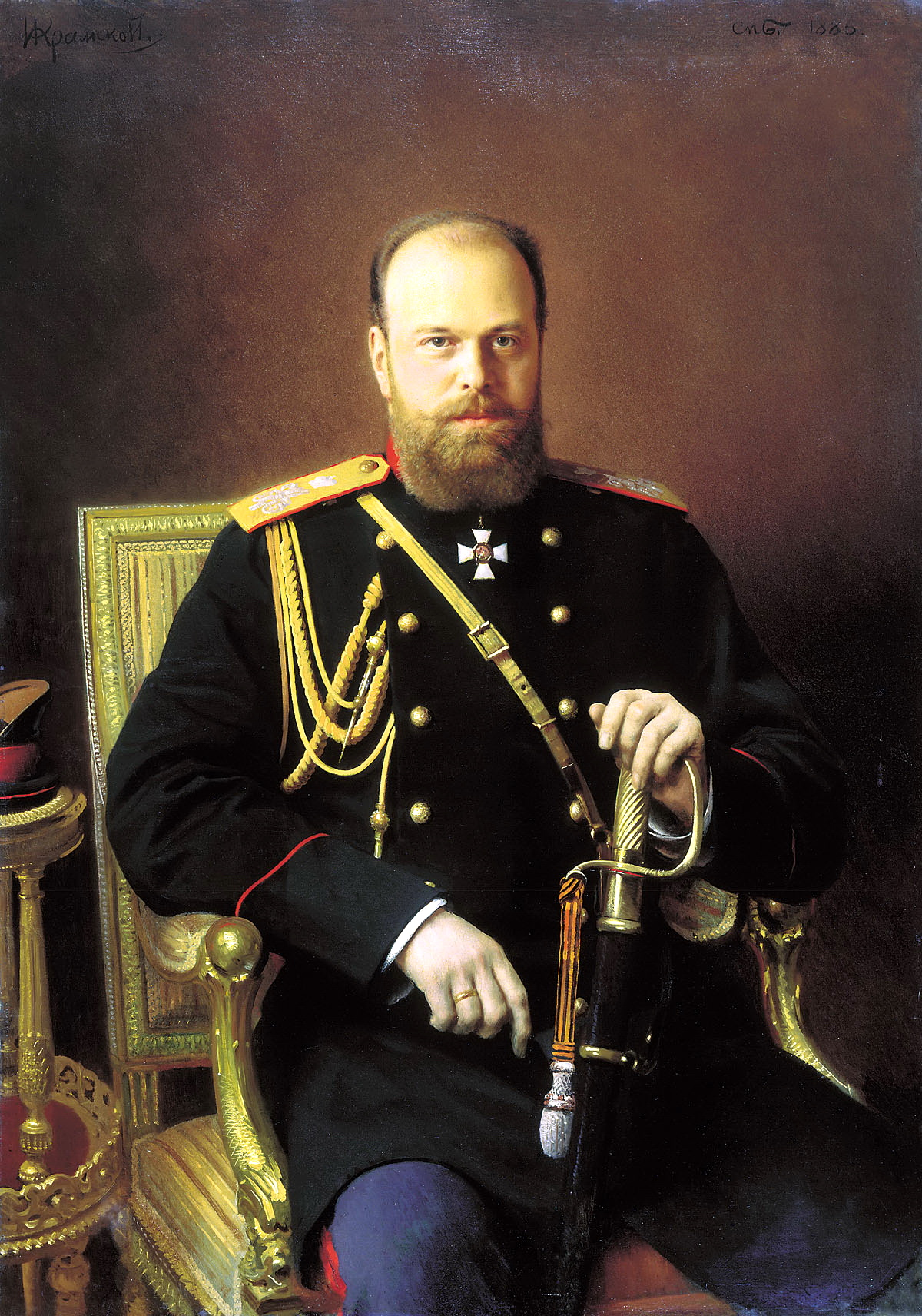
Alessandro III

La delusione dei populisti si mutò in quella ribellione terroristica che nel 1881 condannò a morte lo Zar. 
Alla gravità della situazione il nuovo zar Alessandro III, figlio del precedente, rispose con misure che mostrarono tutta la crisi del regime e la condanna storica della dinastia.
Il potere che i grandi capitali e la burocrazia esercitavano nelle campagne venne rafforzato, mentre il regime reprimeva tutti gli elementi sospetti fossero politici o minoranze etniche. 
Ad Alessandro III successe il figlio Nicola II, che doveva essere l'ultimo Zar della Russia. 
Nicola II frustrò ogni speranza dei liberali nelle riforme costituzionali, alimentando così delusioni e manifestazioni di protesta. 
Scoppiò il primo sciopero degli operai a San Pietroburgo. Due anni dopo veniva fondato il Partito Operaio Socialdemocratico Russo, scoppiarono disordini studenteschi

## Plechanov

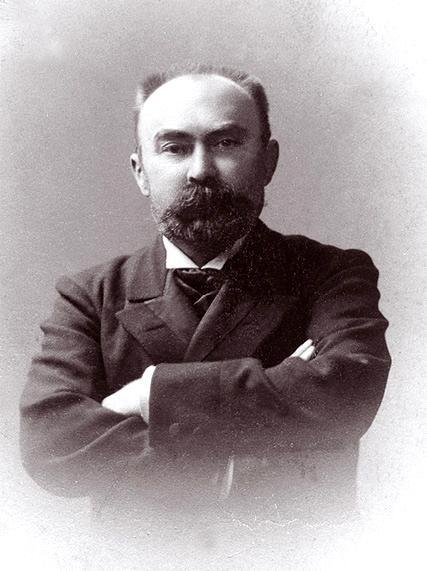
Georgij Plechanov

Colui che introdusse in Russia il marxismo, in una forma politicamente efficace, fu Georgij Valentinovič Plechanov. Egli sostenne che anche in questo paese il capitalismo rappresentava la forza trainante dell'economia, perciò non i contadini ma gli operai costituivano il nucleo principale del movimento rivoluzionario.
Nel 1898 venne fondato il Partito Operaio Socialdemocratico Russo. Nel 1900 nasceva il Partito Socialrivoluzionario che diventò il partito più numeroso della sinistra. 

## Sviluppo economico
L'economia dell'Impero russo è sempre stata un'economia arretrata rispetto alle altre potenze globali, in quanto l'agricoltura non riusciva a sfamare a sufficienza la popolazione, dato che gli appalti industriali e sanitari erano pochi ed in via di sviluppo, causando una rapida diffusione di fame, malattie e del malcontento del popolo dovuto ai pochi cambiamenti attuati da Nicola II e ad una classe imprenditoriale poco sviluppata.
Va inoltre detto che l'istruzione era estremamente poco sviluppata, portando quindi ad una diffusione dell'analfabetismo.

## Espansione estera
Lo sviluppo del colonialismo russo si espresse con l'espansione progressiva verso crescenti territori in Asia, mentre si sviluppavano le ambizioni in estremo oriente entrando in competizione con il Giappone per il possesso delle ricche miniere della Manciuria.

### Fonti primarie
- Massimo L. Salvadori, Storia dell'età contemporanea. Torino, Loescher, 1990. ISBN 8820124343.
- Pasquale Villani, L'età contemporanea. Bologna, Il Mulino, 1998. ISBN 88-15-06338-2.

### Approfondimento
- Alberto Caracciolo, Alle origini della storia contemporanea, 1700-1870. - Bologna, Il mulino, 1989. ISBN 88-15-02097-7.